# Ys: The Ark of Napishtim
Ys: The Ark of Napishtim (イースVI -ナピシュテムの匣-, Īsu Shikkusu -Napishutemu no Hako-) est un jeu vidéo de type action-RPG développé et édité par Nihon Falcom, sorti en 2003 sur Windows, PlayStation 2 et PlayStation Portable. La version Européenne est localisé en Français, Espagnol, Italien et Allemand par Konami.